# Faixa 3
"Faixa 3" é uma canção da dupla sertaneja Bruninho & Davi com a participação do cantor Gusttavo Lima. A canção foi lançada como single no dia 20 de abril de 2017 e teve um bom desempenho nas paradas do Brasil, alcançando a segunda posição da Billboard Brasil.

## Composição
Num ritmo cadenciado do sertanejo, o som tem destaque para sua história de sofrimento amoroso. Falando na letra de um homem que ouviu uma música que deixou seu coração em pedaços e passou a ligar desesperadamente para sua ex, se ela não atender ele repete a dose e ouve a faixa outra vez. A composição é do cantor Luan Santana em parceria com o produtor Dudu Borges, e também Jujuba, Douglas Cesar e Hiago Nobre.

## Lista de faixas
| Download digital no iTunes |           |         |  |
| N.º                        | Título    | Duração |  |
| 1.                         | "Faixa 3" | 3:21    |  |

## Desempenho nas tabelas musicais
| Tabela musical (2017)                     | Melhor posição |
| ----------------------------------------- | -------------- |
| Brasil - Billboard Brasil Hot 100 Airplay | 2              |